# Coenochilus
Coenochilus är ett släkte av skalbaggar. Coenochilus ingår i familjen Cetoniidae.

## Dottertaxa tillCoenochilus, i alfabetisk ordning[1]
- Coenochilus acutipes
- Coenochilus agymsibanus
- Coenochilus angolensis
- Coenochilus apicalis
- Coenochilus appendiculatus
- Coenochilus armiger
- Coenochilus arrowi
- Coenochilus assmuthi
- Coenochilus basilewskyi
- Coenochilus bicarinatus
- Coenochilus bifoveolatus
- Coenochilus brunneus
- Coenochilus calcaratus
- Coenochilus campbelli
- Coenochilus carinatus
- Coenochilus carinipes
- Coenochilus castaneus
- Coenochilus celebensis
- Coenochilus conradti
- Coenochilus costipennis
- Coenochilus curtipes
- Coenochilus delkeskampi
- Coenochilus denticrus
- Coenochilus dollmani
- Coenochilus drescheri
- Coenochilus emarginatus
- Coenochilus freudei
- Coenochilus glabratus
- Coenochilus glabripennis
- Coenochilus gracilipes
- Coenochilus haberaeckeri
- Coenochilus hervillardi
- Coenochilus hospes
- Coenochilus impressus
- Coenochilus javanicus
- Coenochilus kamerunensis
- Coenochilus kolbei
- Coenochilus latus
- Coenochilus leopoldi
- Coenochilus leveillei
- Coenochilus maurus
- Coenochilus mayidianus
- Coenochilus mirei
- Coenochilus niloticus
- Coenochilus nitidus
- Coenochilus obesus
- Coenochilus obscuratus
- Coenochilus obscurus
- Coenochilus parrianus
- Coenochilus planipennis
- Coenochilus procerus
- Coenochilus propinquus
- Coenochilus propygidialis
- Coenochilus punctipennis
- Coenochilus pygidialis
- Coenochilus rectangulus
- Coenochilus regalis
- Coenochilus rhodesianus
- Coenochilus ruteri
- Coenochilus senegalensis
- Coenochilus similis
- Coenochilus sinuaticollis
- Coenochilus solidus
- Coenochilus striatipennis
- Coenochilus striatus
- Coenochilus strigatus
- Coenochilus sulcatus
- Coenochilus sumatranus
- Coenochilus taprobanicus
- Coenochilus togoensis
- Coenochilus tonkinensis
- Coenochilus tuberculatus
- Coenochilus tuberculicollis
- Coenochilus turbatus
- Coenochilus uncinatipes
- Coenochilus ventricosus